# Palestyna na Mistrzostwach Świata w Lekkoatletyce 2023
Palestyna na Mistrzostwach Świata w Lekkoatletyce 2023 – reprezentacja Palestyny podczas mistrzostw świata w Budapeszcie liczyła jednego zawodnika.

## Skład reprezentacji

### Mężczyźni
| Zawodnik        | Konkurencja   | Eliminacje | Eliminacje | Półfinał | Półfinał | Finał | Finał   | Źródło |
| Zawodnik        | Konkurencja   | Wynik      | Pozycja    | Wynik    | Pozycja  | Wynik | Pozycja | Źródło |
| --------------- | ------------- | ---------- | ---------- | -------- | -------- | ----- | ------- | ------ |
| Mohammed Dwedar | bieg na 800 m | 1:55,45    | 57.        | NQ       | NQ       | NQ    | NQ      | [ 1 ]  |